# Вер-Арсьє
Вер-Арсьє́ (фр. Vaire-Arcier) — колишній муніципалітет у Франції, у регіоні Бургундія-Франш-Конте, департамент Ду. Населення — 533 осіб (2011).
Муніципалітет був розташований на відстані близько 340 км на південний схід від Парижа, 11 км на північний схід від Безансона.

## Історія
У 1956-2015 роках муніципалітет перебував у складі регіону Франш-Конте. Від 1 січня 2016 року належав до нового об'єднаного регіону Бургундія-Франш-Конте.
1 червня 2016 року Вер-Арсьє і Вер-ле-Петі було об'єднано в новий муніципалітет Вер.

## Демографія
Динаміка населення (INSEE ):
Розподіл населення за віком та статтю (2006):
| Стать | Всього | До 15 років | 15-24 | 25-44 | 45-64 | 65-85 | Понад 85 |
| --- | ------ | ----------- | ----- | ----- | ----- | ----- | -------- |
| Чоловіки | 272    | 72          | 16    | 84    | 56    | 40    | 4        |
| Жінки | 256    | 64          | 20    | 80    | 56    | 32    | 4        |
| \| Статево-вікова піраміда \| Статево-вікова піраміда \| Статево-вікова піраміда \| \| ----------------------- \| ----------------------- \| ----------------------- \| \| Чоловіки \| Вік \| Жінки \| \| 4 \| 85 + \| 4 \| \| 4 \| 80-84 \| 0 \| \| 16 \| 75-79 \| 8 \| \| 12 \| 70-74 \| 4 \| \| 8 \| 65-69 \| 20 \| \| 8 \| 60-64 \| 4 \| \| 12 \| 55-59 \| 16 \| \| 24 \| 50-54 \| 16 \| \| 12 \| 45-49 \| 20 \| \| 28 \| 40-44 \| 16 \| \| 20 \| 35-39 \| 32 \| \| 20 \| 30-34 \| 12 \| \| 16 \| 25-29 \| 20 \| \| 4 \| 20-24 \| 4 \| \| 12 \| 15-20 \| 16 \| \| 28 \| 10-14 \| 28 \| \| 24 \| 5-9 \| 12 \| \| 20 \| 0-4 \| 24 \| |        |             |       |       |       |       |          |
| Статево-вікова піраміда |        |             |       |       |       |       |          |
| Чоловіки | Вік    | Жінки       |       |       |       |       |          |
| 4 | 85 +   | 4           |       |       |       |       |          |
| 4 | 80-84  | 0           |       |       |       |       |          |
| 16 | 75-79  | 8           |       |       |       |       |          |
| 12 | 70-74  | 4           |       |       |       |       |          |
| 8 | 65-69  | 20          |       |       |       |       |          |
| 8 | 60-64  | 4           |       |       |       |       |          |
| 12 | 55-59  | 16          |       |       |       |       |          |
| 24 | 50-54  | 16          |       |       |       |       |          |
| 12 | 45-49  | 20          |       |       |       |       |          |
| 28 | 40-44  | 16          |       |       |       |       |          |
| 20 | 35-39  | 32          |       |       |       |       |          |
| 20 | 30-34  | 12          |       |       |       |       |          |
| 16 | 25-29  | 20          |       |       |       |       |          |
| 4 | 20-24  | 4           |       |       |       |       |          |
| 12 | 15-20  | 16          |       |       |       |       |          |
| 28 | 10-14  | 28          |       |       |       |       |          |
| 24 | 5-9    | 12          |       |       |       |       |          |
| 20 | 0-4    | 24          |       |       |       |       |          |

## Економіка
2010 року серед 353 осіб працездатного віку (15—64 років) 261 була активною, 92 — неактивними (показник активності 73,9%, у 1999 році було 72,8%). З 261 активної мешканців працювала 251 особа (129 чоловіків та 122 жінки), безробітними було 10 (6 чоловіків та 4 жінки). Серед 92 неактивних 39 осіб було учнями чи студентами, 35 — пенсіонерами, 18 були неактивними з інших причин.

У 2010 році в муніципалітеті числилось 225 оподаткованих домогосподарств, у яких проживали 553,5 особи, медіана доходів виносила 20 838 євро на одного особоспоживача